# A Little Hero
A Little Hero è un cortometraggio muto del 1913 diretto da Colin Campbell. Prodotto dalla Selig e sceneggiato da Will E. Ellis, aveva come interpreti Tom Santschi, Bessie Eyton, Roy Clark, Baby Lillian Wade, Frank Clark.

## Produzione
Il film fu prodotto dalla Selig Polyscope Company.

## Distribuzione
Distribuito dalla General Film Company, il film - un cortometraggio di 200 metri - uscì nelle sale cinematografiche statunitensi il 14 febbraio 1913.
Nelle proiezioni, veniva programmato con il sistema dello split reel, accorpato in un'unica bobina con un altro cortometraggio della Selig, Buddha. Copia delle pellicola (positivo 16 mm) viene conservata in un archivio privato.